# Premis Alba
Els Premis Alba són uns premis literaris que s'atorguen als millors llibres de literatura fantàstica per a joves de l'any anterior, tant en versió original com en traducció en llengua catalana. Són una iniciativa de l'associació cultural El Biblionauta, i compten amb el suport de la Societat Catalana de Ciència-Ficció i Fantasia (SCCFF) i el Consell Català del Llibre Infantil i Juvenil (Clijcat). Es començaren a atorgar l'any 2020.
S'estructuren en tres rondes: en la primera (febrer-març), les editorials proposen els candidats; en la segona (març-setembre) un jurat d'expert escull els finalistes entre la llista de candidats; en la tercera (setembre-octubre) els subscriptors del web elegeixen la millor obra d'entre les finalistes. Els guanyadors s'anuncien durant la gala d'entrega dels Premis Ictineu de la SCCFF, en el marc de la CatCON, a finals de novembre.

## Llista de guanyadors
| Any  | Millor llibre fantàstic per a joves en català | Millor llibre fantàstic per a joves traduït al català |
| ---- | --------------------------------------------- | ----------------------------------------------------- |
| 2020 | L'impostor de Viena, Pol Castellanos          | La veu de les ombres, Frances Hardinge                |
| 2021 | Misteris de la boira, Selena Soro             | Igualtat de Ritus, Terry Pratchett                    |